# Сапронов, Юрий Анатольевич
Юрий Анатольевич Сапронов (род. 25 марта 1964, Ленинград) — продюсер кино и телевидения, сценарист.

## Биография
Родился 25 марта 1964 в Ленинграде.
В 1990 году окончил Санкт-Петербургскую государственную академию театрального искусства (бывш. ЛГИТМИК), театроведческий факультет.
Карьеру Юрий Сапронов начал в 1987 году на киностудии «Ленфильм», работал на разных должностях, от старшего администратора картины до заместителя директора ХПО.
В 1990 году был назначен заместителем директора творческо-производственного объединения «Санкт-Петербург», а в 1991 году пришёл на такую же должность в киностудию «Петроград‑фильм».
В 1993 году Юрий Сапронов становится вице-президентом компании «Ист Иевро Интертейнмент».
В 1996 году Сапронов становится генеральным директором телекомпании «Видеоарт‑Профи», в 1998-м году — генеральным директором ООО «Интерактивное телевидение».
Начиная с 2003 года, Юрий Сапронов генеральный продюсер кинокомпании «Всемирные русские студии»/RWS.
В конце 2007 года кинокомпания была преобразована в совместное предприятие RWS и АФК «Системы» — ЗАО «Всемирные русские студии», и Юрий Сапронов был назначен первым заместителем генерального директора, руководителем Департамента продюсирования.
В 2008 году вступил в должность генерального директора АО «Всемирные русские студии».
Под руководством Юрия Сапронова «Всемирные русские студии» стали крупнейшей частной кинокомпанией, представляющей на отечественном рынке услуги по продюсированию и распространению кино- и телевизионного контента. К 2016 году RWS реализовала более 1500 теле- и кинопроектов, в том числе 20 международных. Киностудия сотрудничает с ведущими телеканалами России: «Первый», «Россия», «НТВ», «РЕН ТВ», «ТНТ», «Домашний»; и крупнейшими международными компаниями: Sony Pictures Television International, Hallmark Entertainment, HBO Films, Beacon Pictures и другими.

## Фильмография (продюсер)

### Полнометражные фильмы
- 2006 — Калейдоскоп
- 2007 — Антидурь
- 2007 — Дух
- 2011 — Дом на обочине
- 2011 — Мой любимый раздолбай
- 2011 — Игры детей взрослого возраста
- 2012 — Жажда
- 2012 — Собачий рай
- 2013 — Василиса
- 2015 — Побег из Москвабада
- 2016 — Жили-были мы
- 2016 — Семейка Триллера
- 2016 — Молот
- 2024 — Пираты галактики Барракуда

### Сериалы
- 1996 — Жесткое время
- 2001 — Кобра
- 2001 — Маросейка, 12
- 2002 — Ледниковый период
- 2003 — Кобра. Антитеррор
- 2003 — Линии судьбы
- 2004 — Бедная Настя
- 2005 — Зона
- 2006 — Автономка
- 2006 — Врачебная тайна
- 2006 — Молодые и злые
- 2008 — Братья-Детективы
- 2008 — Морской патруль
- 2008 — Чемпион
- 2008 — Шальной ангел
- 2007-2008 — Атлантида
- 2009 — Вербное воскресенье
- 2009 — Любовь — не то, что кажется
- 2009 — Морской патруль — 2
- 2009 — Одержимый
- 2009 — Правда скрывает ложь
- 2009 — Умница, красавица
- 2009 — Рыжая
- 2010 — Выхожу тебя искать
- 2010 — Девичник
- 2010 — Дыши со мной
- 2010 — Женские мечты о дальних странах
- 2010 — Золотой капкан
- 2010 — Индус
- 2010 — Личное дело капитана Рюмина
- 2010 — Слово женщине
- 2010 — Московский дворик
- 2010 — Подарок судьбы
- 2010 — Опасные связи
- 2010 — Реальные кабаны
- 2010 — Робинзон
- 2010 — Такая обычная жизнь
- 2010 — Черкизона. Одноразовые люди
- 2011 — Преступление по наследству
- 2011 — Отстегните ремни
- 2011 — Виктория
- 2011 — Соседи
- 2011 — Самара
- 2011 — Дар
- 2011 — Измена
- 2011 — Ласточкино гнездо
- 2011 — Забытый
- 2011 — Встречное течение
- 2011 — Иван и Толян
- 2011 — Вендетта по-русски
- 2011 — Настоящие
- 2011 — Немного не в себе
- 2011 — Отрыв
- 2011 — Сделано в СССР
- 2011 — Сердце Марии
- 2011 — Случайный свидетель
- 2011 — Судмедэксперты
- 2011 — Счастливчик Пашка
- 2011 — Чистая проба
- 2011 — Дыши со мной. Счастье взаймы
- 2011 — Нам край света
- 2012 — Дурная кровь
- 2012 — Идеальный брак
- 2012 — Уравнение любви
- 2012 — Бывшая жена
- 2012 — У бога свои планы
- 2012 — Настоящая любовь
- 2012 — Выхожу тебя искать-2
- 2012 — Соло на Саксофоне
- 2013 — Дело чести
- 2013 — Суперопер капитан Брагин
- 2013 — Параллельная жизнь
- 2013 — Непобежденная
- 2013 — Не женское дело
- 2013 — Майор полиции
- 2013 — Жить дальше
- 2013 — Женский день
- 2013 — Все сначала
- 2013 — Танкисты своих не бросают
- 2013 — Любовь не картошка
- 2013 — Доброе имя
- 2013 — Обмани, если любишь
- 2014 — С чего начинается Родина
- 2014 — Тест на беременность
- 2014 — Такая работа
- 2014 — Самара-2
- 2014 — Тальянка
- 2014 — Майские ленты
- 2014 — Всем всего хорошего
- 2014 — Майя
- 2015 — Такая работа-2
- 2015 — Джуна
- 2015 — Декорация убийства
- 2016 — Пьяная фирма
- 2016 — Соня
- 2016 — Шальная судьба
- 2016 — Двое против смерти
- 2016 — Месть
- 2016 — Новая жизнь
- 2016 — Проспект обороны
- 2016 — Тест на беременность-2
- 2016 — Обратный отсчет
- 2016 — Барс
- 2017 — Хождение по мукам
- 2019 — Горячая точка
- 2020 — Игра на выживание (идея)
- 2021 — Немцы
- 2021 — Горячая точка-2
- 2022 — Акушер
- 2022 — ЮЗЗЗ
- 2023 — Убить Риту
- 2023 — Положение вещей
- 2024 — Жар
- 2024 — Лепила
- 2025 — Ландыши. Такая нежная любовь
- 2025 — Акушер-2

## Фильмография (сценарист)
- 2019 — Горячая точка
- 2020 — Игра на выживание (идея)
- 2023 — ГДР
- 2023 — Убить Риту
- 2024 — Лепила
- 2025 — Ландыши. Такая нежная любовь